# Traité de Rapallo (1922)
Pour les articles homonymes, voir Traité de Rapallo.
Le traité de Rapallo est signé le 16 avril 1922 par l'Allemagne de Weimar et la République soviétique fédérative socialiste de Russie en marge des accords de Gênes de 1922.

## Histoire
Ce traité permet aux deux signataires de rompre l'isolement dont ils sont l'objet après la Première Guerre mondiale et la révolution d'Octobre. 
« L’accord germano-russe de Rapallo, un « produit dérivé » des initiatives britanniques, nourrit encore plus la méfiance en France. Dans cette affaire, le jeu de la SDN est peu perceptible. L’organisation n’a montré aucune autorité dans la reconstruction économique d’ensemble de l’Europe. Aucune solution de type union générale n’a émergé. »
Il est négocié par Walther Rathenau et Ago von Maltzan (de), côté allemand, et par Christian Rakovski et Adolf Joffé, côté soviétique. Le juriste Evgueni Pachoukanis participa aussi à son élaboration.
Par ce traité, l'Allemagne et la RSFS de Russie (qui formera l'URSS en décembre 1922) renoncent aux réparations de guerre qu'elles se doivent l'une à l'autre et rétablissent des relations diplomatiques et commerciales (clause de la nation la plus favorisée).
Il met aussi en place une collaboration militaire secrète qui durera jusqu'en 1933 avec des camps d'entraînement allemands secrets en URSS dont une école des gaz de combat à Chikhany, une école d'aviation près de Lipetsk et un centre d'études et d'entrainement des chars de combat à Kazan.
Par ce traité (précisément la collaboration militaire secrète), l'Allemagne va se réarmer, cet accord constituant alors une entorse grave au traité de Versailles .

## Texte de l'accord
Le gouvernement allemand, représenté par Walther Rathenau, ministre d'État, et le Gouvernement de la République socialiste fédérative soviétique de Russie, représenté par M. Tchitcherine, commissaire du peuple, sont convenus des dispositions suivantes.
Article 1
Les deux gouvernements sont convenus que les arrangements conclus entre le Reich allemand et la Russie, à l'égard des questions datant de la période de la guerre entre l'Allemagne et la Russie, doivent être définitivement réglées sur la base suivante :
[A] Le Reich allemand et l'Union des républiques socialistes soviétiques conviennent mutuellement de renoncer à leurs demandes d'indemnisation pour les dépenses encourues à cause de la guerre, et aussi des dommages de guerre, c'est-à-dire, tous les dommages qui peuvent avoir été subis par eux et par leurs ressortissants dans les zones de guerre à cause des mesures militaires, y compris toutes les réquisitions en pays ennemi. Les deux parties conviennent également de renoncer à une indemnisation pour les dommages civils, qui peuvent avoir été subis par les ressortissants d'une Partie sur le compte de ce qu'on appelle des mesures exceptionnelles de guerre ou pour le compte des mesures d'urgence menées par l'autre partie.
[B] les relations juridiques dans les affaires publiques et privées découlant de l'état de guerre, y compris la question du traitement des navires marchands, qui sont tombés dans les mains d'une partie, doivent être réglées sur une base de réciprocité.
[C] l'Allemagne et la Russie s'entendent pour renoncer à leurs demandes d'indemnisation pour les dépenses encourues par chacune des parties en faveur des prisonniers de guerre. En outre, le gouvernement allemand accepte de renoncer à la rémunération en ce qui concerne les dépenses engagées par elle au nom des membres de l'Armée rouge internés en Allemagne. Le Gouvernement russe accepte de renoncer à la restitution du produit de la vente réalisée en Allemagne de l'armée de magasins mis en Allemagne par les membres internés de l'Armée rouge mentionnés ci-dessus.
Article 2
L'Allemagne renonce à toute réclamation contre la Russie qui a pu naître grâce à l'application, jusqu'à présent, des lois et des mesures de la Russie-République socialiste fédérative soviétique de ressortissants allemands ou leurs droits privés et les droits du Reich allemand et les États, et aussi aux demandes qui ont pu naître grâce à toutes les autres mesures prises par la République fédérale socialiste soviétique de Russie ou par leurs agents contre les ressortissants allemands ou les droits privés, à condition que le gouvernement de la Russie soviétique, la République fédérative socialiste ne satisfait pas les demandes d'indemnisation d'un nature similaire faite par une tierce partie.
Article 3
Les relations diplomatiques et consulaires entre le Reich allemand et la République fédérative socialiste soviétique de Russie doivent être reprises immédiatement. Les conditions d'admission des consuls des deux parties doivent être déterminées au moyen d'un accord spécial.
Article 4
Les deux gouvernements ont en outre convenu que la création du statut juridique des ressortissants d'une partie, qui vivent sur le territoire de l'autre partie, et le règlement général des relations mutuelles, commerciales et économiques, doivent être effectués sur le principe de la nation la plus favorisée. Ce principe, cependant, ne s'applique pas aux privilèges et aux installations dont la République fédérative socialiste soviétique de Russie peut accorder à une République soviétique ou à tout État qui dans le passé a fait partie de l'ancien Empire russe.
Article 5
Les deux gouvernements doivent coopérer dans un esprit de bonne volonté mutuelle pour répondre aux besoins économiques des deux pays. Dans le cas d'un règlement fondamental de la question ci-dessus sur une base internationale, un échange d'opinions doit préalablement avoir lieu entre les deux Gouvernements. Le gouvernement allemand, après avoir été récemment informé des accords proposés par des entreprises privées, se déclare prêt à donner tout le soutien possible à ces dispositions et de faciliter leur entrée en vigueur.
Article 6
Articles 1 [b] et 4 du présent Accord entrera en vigueur le jour de la ratification, et les dispositions restantes entreront en vigueur immédiatement.
Texte original fait en double exemplaire à Rapallo, le 16 avril 1922
Signé : Rathenau
Signé : Tchitcherine

## Texte de l'accord complémentaire
Le plénipotentiaire du gouvernement allemand, à savoir Freiherr von Maltzan, sous-secrétaire permanent aux affaires étrangères ; le plénipotentiaire de la République socialiste soviétique d'Ukraine, à savoir, M. Waldemar Aussem, membre du Comité exécutif central de toute l'Ukraine, et aussi les plénipotentiaire du gouvernement de la République socialiste soviétique de Biélorussie, la République socialiste soviétique de Géorgie, la République socialiste soviétique d'Azerbaïdjan, de la République socialiste soviétique d'Arménie, et la République de l'Extrême-Orient, à savoir M. Nikolaus Krestinski, plénipotentiaire et ambassadeur de la Russie République socialiste soviétique de Berlin ; après avoir communiqué leurs pleins pouvoirs, trouvés en bonne et due, sont convenus des dispositions suivantes :
Article 1
Le traité signé à Rapallo, le 16 avril 1922 entre le Reich allemand et l'Union des républiques socialistes soviétiques s'appliquent, mutatis mutandis, aux relations entre le Reich allemand, d'une part, et ; [1] de la République socialiste soviétique d'Ukraine ; [2] de la République socialiste soviétique de Russie blanche ; [3], la République socialiste soviétique de Géorgie ; [4] de la République socialiste soviétique d'Azerbaïdjan ; [5], la République socialiste soviétique d'Arménie, et ; [6], la République de l'Extrême-Orient,
ci-après dénommés États alliés de l'URSS --- d'autre part. Comme concerne l'article 2 du traité de Rapallo, cela doit être valable pour l'application vers le bas au 16 avril 1922, des lois et mesures qui y sont spécifiées.
Article 2
Le gouvernement allemand et le Gouvernement de la République socialiste soviétique de l'Ukraine sont convenus que la détermination et le règlement des revendications telles que peuvent avoir surgi en faveur soit du gouvernement allemand ou du gouvernement de l'Ukraine depuis la conclusion de l'état de la guerre entre l'Allemagne et l'Ukraine pendant la période durant laquelle les troupes allemandes étaient présents en Ukraine doit être réservé.
Article 3
Tous les ressortissants de l'une des parties contractantes qui résident sur le territoire de l'autre partie jouiront de la protection juridique complète de leurs personnes en conformité avec le droit international et les lois générales du pays de résidence.
Les ressortissants du Reich allemand qui entrent sur le territoire des États alliés à l'URSS en conformité avec la réglementation sur les passeports, ou qui sont à l'heure actuelle, résident, doit être accordée en ce qui concerne l'inviolabilité de tous les biens pris avec eux et de tous les biens acquis sur le territoire des États alliés à l'URSS condition que l'acquisition et l'emploi de cette propriété est en conformité avec les lois de l'État de résidence ou d'accords spécifiques passés avec les autorités compétentes de cet État. L'exportation des biens acquis dans l’État alliés à l'URSS doit, sauf disposition contraire prévue dans les accords spéciaux, régies par les lois et règlements de l'État alliés à l'URSS.
Article 4
Les Gouvernements des États alliés à l’URSS est en droit d'établir, à des endroits en Allemagne où ils ont des représentants diplomatiques ou un de leurs agents consulaires, les bureaux commerciaux nationaux qui ont le même statut juridique que la délégation commerciale russe en Allemagne. Dans ce cas, ils doivent reconnaître comme obligatoire sur eux-mêmes tous les actes juridiques effectués soit par le directeur de leur bureau de commerce ou par les fonctionnaires investis par lui avec pleins pouvoirs, à condition que ceux-ci agissent en conformité avec les responsables des pleins pouvoirs qui leur sont accordés.
Article 5
Afin de faciliter les relations économiques entre le Reich allemand d'une part, et les États alliés à l'URSS, d'autre part, les principes suivants ont été fixés : [1] Tous les accords conclus entre les ressortissants du Reich allemand, les personnes morales ou les entreprises allemandes d'une part, et les gouvernements des États alliés à l'URSS, ou leurs bureaux commerciaux nationaux mentionnés à l'article 4, ou des individus, juridiques ou des entreprises appartenant à ces États, d'autre part, et aussi les effets économiques de ces accords, doivent être traités selon les lois de l’État dans lequel ils ont été conclus et sont soumis à la juridiction de cet État. Cette disposition ne s'applique pas aux accords qui ont été conclus avant l'entrée en vigueur du présent traité. [2] Les accords mentionnés sous [1] peuvent contenir une clause d'arbitrage. Des dispositions peuvent également être faites dans de tels accords pour les amener sous la juridiction de l'un des États contractants.
Article 6
Les alliés des États avec l'URSS doivent permettre aux personnes qui possédaient la nationalité allemande, mais qui l'ont depuis perdu, et aussi pour leurs épouses et leurs enfants, à quitter le pays, à condition que la preuve n'est pas qu'ils sont, le transfert de leur résidence en Allemagne.
Article 7
Les délégations des deux parties et toutes les personnes employées à leur égard doivent s'abstenir de toute agitation ou de propagande contre le gouvernement et les institutions nationales du pays dans lequel ils résident.
Article 8
Le présent traité peut, en ce qui concerne les articles ci-dessus 3 à 6, et aussi en ce qui concerne l'application correspondante de l'article 4 du traité de Rapallo, être dénoncé à trois mois de préavis ne soit donnée. La dénonciation peut être notifiée par l'Allemagne à l'un des alliés des États avec l'URSS à prendre effet que pour ses relations avec cet État et, inversement, par l'une quelconque de ces États à Allemagne, pour prendre effet seulement pour les relations entre cet État unique et l'Allemagne. Si le traité ainsi dénoncé n'est pas remplacé par un traité commercial, les gouvernements concernés ont le droit, à l'expiration de la période de préavis, de nommer une commission de cinq membres dans le but de liquider les transactions commerciales telles que ont déjà été entamées. Les membres de la commission doivent être considérés comme des représentants d'un caractère non diplomatique et de liquider toutes les transactions au plus tard dans les six mois suivant l'expiration du présent traité.
Article 9
Le présent traité sera ratifié. Des instruments spéciaux de ratification seront échangés entre l'Allemagne d'une part, et chacun des États alliés à la RSFSR sur l'autre main. Dès que l'échange sera fait, le traité entrera en vigueur entre les États participant à l'échange.
Fait le 5 novembre 1922
Signé : Maltzan
Signé : W. Aussem
Signé : N. Krestinski